# John Balchen

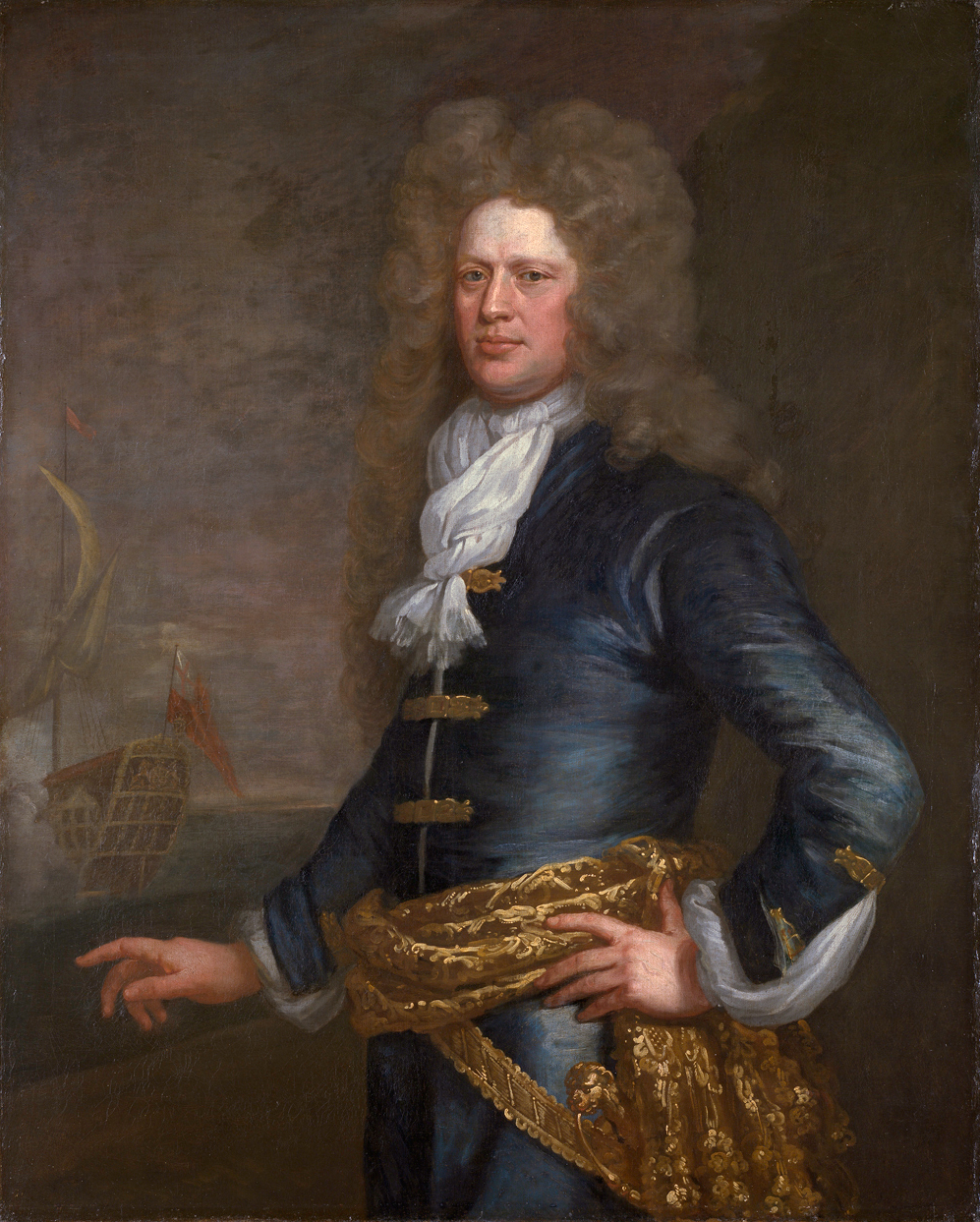
Admiral of the White, Sir John Balchen

Sir John Balchen, manchmal auch als Balchin geschrieben, (* 2. Februar 1670 in Godalming, Surrey; † 4. Oktober 1744 im Ärmelkanal)  war ein britischer Marineoffizier, zuletzt im Rang eines Admiral of the White.

## Leben
John Balchen war das vierte Kind und der älteste überlebende Sohn des Gentleman John Balchin aus dessen Ehe mit Ann Edspur.
Balchen trat 1685, als Fünfzehnjähriger, in die Royal Navy ein. Nach Bestehen der Offiziersprüfung wurde er 1692 zum Lieutenant befördert und als Erster Leutnant auf dem Linienschiff Dragon (48 Kanonen) eingesetzt. Im Juli 1697 wurde er zum Captain befördert und erhielt das Kommando über die Fregatte Virgin Prize bis zu deren Außerdienststellung im September 1698. Im Laufe seines Dienstes zur See nahm Balchen an zahlreichen Schlachten gegen die französische und spanische Marine teil, die sich über 60 Jahre und drei verschiedene Kriege erstreckten. Zweimal, 1707 im Seegefecht bei Lizard Point und 1709 im Gefecht der Gloucester mit dem französischen Flaggschiff Lys vor Cape Clear Island, wurde er von den Franzosen gefangen genommen, beide Male wurde er entlastet und für die Verteidigung seiner Schiffe gegen eine überwältigende Übermacht gelobt.
Im Krieg der Quadrupelallianz (1717–1720) kämpfte er auf Seiten der Royal Navy mit dem Königreich Spanien um die Vorherrschaft im Mittelmeer, wobei er in der die Seeschlacht vor Kap Passero die Shrewsbury (80 Kanonen) kommandierte. 1728 wurde er zum Rear-Admiral befördert. Nach einer Zeit als Kommandant der Dreadnought mit 60 Kanonen übernahm Balchen 1731 die Princess Amelia mit 80 Kanonen und kommandierte sie zur Unterstützung einer spanischen Landung bei Livorno. Im Dezember kehrte Balchen nach England zurück, wurde 1734 zum Vice-Admiral befördert und verbrachte die nächsten fünf Jahre auf seinen Gütern in England.
Bei Ausbruch des War of Jenkins’ Ear mit Spanien im Jahr 1739 befehligte Balchen ein Geschwader von sieben Schiffen vor der spanischen Atlantikküste.
Im August 1743 wurde Balchen zum Admiral of the White befördert und im Mai 1744 als Knight Bachelor geadelt.
Im Juli 1744 übernahm der Admiral, damals zweithöchster Befehlshaber der Royal Navy, die Victory als Flaggschiff. Die Victory wurde 1744 in einer starken Flotte aus acht niederländischen und 25 britischen Schiffen als Flaggschiff von Admiral Balchen zum Tajo-Flussdelta beordert, nachdem die französische Atlantik-Flotte dort einen großen Konvoi von britischen Handelsschiffen festgesetzt hatte.
Balchen gelang es, die Franzosen in die Flucht zu schlagen, so dass er den Konvoi bis nach Gibraltar begleiten konnte. Anschließend versuchte er, nun seinerseits Teile der französischen Flotte festzusetzen und sie in Gefechte zu verwickeln. Am 9. August 1744 konnte Balchen elf große Handelsschiffe aus San Domingo als Prisen nehmen.

Loss of the Victory, Gemälde von Peter Monamy, 18. Jahrhundert

Nachdem die britische Flotte am 3. Oktober 1744 den Ärmelkanal erreicht hatte, wurde sie von einem heftigen Sturm erfasst, der selbst London noch verwüstete. Die Exeter, ein Begleitschiff, verlor den Hauptmast, während bei der Duke, ebenfalls ein Begleitschiff, alle Segel zerfetzt wurden und das Schiff selber 10 Fuß tief unter Wasser stand. Das letzte Mal wurde die Victory von begleitenden Schiffen des Verbandes am 4. Oktober 1744 vor den Kanalinseln gesichtet, wie sie sich immer mehr von ihren Begleitschiffen separierte. Durch den Sturm wurde die Flotte weit verstreut, erreichte aber später heimatliche Gewässer und konnte in England festmachen. Die Victory hingegen erreichte nie einen sicheren Hafen, sondern ging mit der 1150 Mann starken Besatzung unter, so dass selbst eine durch mehrere schnelle Fregatten durchgeführte Suchaktion an darauffolgenden Tagen ergebnislos verlief.
Von seinen sechs Kindern starben vier vor ihm. Seine Witwe Susannah starb 1752. Ihre Tochter Frances heiratete Captain (später Vice-Admiral) Temple West und veranlasste, dass in der Westminster Abbey ein großes Denkmal zum Gedenken an Balchen aufgestellt wurde, das von Peter Scheemakers geschaffen wurde und noch immer zu sehen ist.